# Saint-Martin-du-Vivier

Saint-Martin-du-Vivier este o comună în departamentul Seine-Maritime, Franța. În 1 ianuarie 2022 avea o populație de 1.678 de locuitori.